# برهنه در زغال
برهنه در زغال (انگلیسی: Nude in Charcoal) یک فیلم بلند آمریکایی به کارگردانی جوزف دابلیو. سارنو است که در سال ۱۹۶۱ منتشر شد.
این یکی از نخستین فیلم‌های جوزف دابلیو. سارنو، کارگردان پُرکار فیلم‌های سکسنتفاعی است.